# Tlumačov (district de Zlín)
Pour les articles homonymes, voir Tlumačov.
Tlumačov (en allemand : Tlumatschau) est une commune du district et de la région de Zlín, en Tchéquie. Sa population s'élevait à 2 459 habitants en 2020.

## Géographie
Tlumačov se trouve à 6 km au sud-sud-est d'Otrokovice, à 13 km à l'ouest-nord-ouest de Zlín, à 65 km à l'est de Brno et à 239 km au sud-est de Prague.
La commune est limitée par Kroměříž et Kurovice au nord, par Míškovice, Machová, Sazovice à l'est, par Otrokovice au sud et par Kvasice à l'ouest.

## Histoire
La première mention écrite du village date de 1141.

## Transports
Par la route, Tlumačov se trouve à 6 km de Otrokovice, à 12 km de Kroměříž, à 18 km de Zlín, à 78 km de Brno et à 284 km de Prague.